# Un ange à ma table
Pour les articles homonymes, voir Angel at My Table.
Pour plus de détails, voir Fiche technique et Distribution.
Un ange à ma table (anglais : An Angel at My Table) est un film australo-néo-zélandais réalisé par Jane Campion, adapté de la série de romans autobiographiques de Janet Frame, et sorti en 1990.

## Synopsis
Dans une famille nombreuse très pauvre, entourée d'un frère épileptique et de plusieurs sœurs, la jeune Janet, boulotte et les dents gâtées, se singularise par une tignasse rousse frisée, une sensibilité aussi aiguisée que sa timidité maladive. Elle se distingue par son goût pour la lecture, les contes, la poésie et commence à écrire très jeune. Elle est marquée par la noyade de sa sœur aînée à l'âge de 10 ans.
Elle fait contre son gré des études d'institutrice et commence à donner des cours, mais une dépression et une tentative de suicide à l'aspirine la conduisent à l'hôpital psychiatrique. On diagnostique une schizophrénie, et Janet est internée pendant huit ans au cours desquels elle subit 200 électro-chocs. C'est grâce à un prix littéraire récompensant son premier recueil de nouvelles qu'elle échappe à la lobotomie.
Libérée, soutenue par un grand écrivain néo-zélandais, munie d'une bourse, elle quitte la Nouvelle-Zélande pour séjourner à Londres, Paris, Ibiza. Elle ne cesse d'écrire et d'être publiée tout en rencontrant éditeurs, artistes et écrivains peu conscients de son génie. Elle entreprend une thérapie après avoir appris qu'elle n'est pas schizophrène et publie une autobiographie.
Une rencontre amoureuse lui permet de vaincre un peu sa timidité. Mais elle doit rentrer en Nouvelle-Zélande au décès de son père, et découvre qu'elle y est célèbre.

## Fiche technique
- Titre original : An Angel at My Table
- Titre français : Un ange à ma table
- Réalisation : Jane Campion
- Scénario : Laura Jones, d'après les trois volumes de son autobiographique Ma terre, mon île, Un été à Willowglen et Le Messager de Janet Frame
- Musique : Don McGlashan, et des morceaux de Franz Schubert et Piotr Ilitch Tchaïkovski
- Décors : Grant Major
- Costumes : Glenys Jackson
- Photographie : Stuart Dryburgh
- Son : Graham Morris
- Montage : Veronica Haussler
- Production : Bridget Ikin
- Sociétés de production : Hibiscus Films, New Zealand Film Commission
- Sociétés de distribution :
  - John Maynard Productions (Nouvelle-Zélande)
  - Sidéral Films (France, 1991)
  - Mission Distribution (France, 2021)
- Pays d'origine :  Nouvelle-Zélande,  Australie,  Royaume-Uni
- Genre : Biographie, drame
- Langue : anglais
- Durée : 156 minutes
- Dates de sortie : 
  - 20 septembre 1990 (Nouvelle-Zélande)
  - 24 avril 1991 (France)
  - 20 octobre 2021 (reprise France)

## Distribution
- Kerry Fox : Janet Frame
- Alexia Keogh : Janet Frame enfant
- Karen Fergusson : Janet Frame adolescente
- Iris Churn : la mère
- Melina Bernecker : Myrtle
- Kevin J. Wilson : le père
- Glynis Angell : Isabel
- Brenda Kendall : Miss Botting
- Sarah Smuts-Kennedy : June
- Colin McColl : John Forrest
- Martyn Sanderson : Frank Sargeson
- Francesca Collins : Baby Jane
- Jessie Mune : Janet bébé

## Récompenses
- 1990 : grand prix du jury à la Mostra de Venise.
- Prix de la Critique internationale au Festival de Toronto en 1990.
- 1992 : grand prix de l'Union de la critique de cinéma.
- Meilleur film, meilleur scénario, meilleure actrice aux Prix du cinéma et de la télévision de Nouvelle-Zélande.

## Vidéo
- Un ange à ma table, de Jane Campion, v.o. sous-titrée portugais. Voir en ligne.